# Ciel – Der letzte Herbst
Ciel – Der letzte Herbst (im Original: Ciel: The Last Autumn Story) ist ein Fantasy-Manwha der südkoreanischen Zeichnerin Rhim Ju-yeon. Im Zentrum der Handlung steht das Mädchen Yvien Magnolia, das auf der Magierschule von Lowood lernt, Magie zu verwenden. Die Serie erschien in Korea von 2005 bis 2013 und wurde auch ins Deutsche übersetzt.

## Handlung
Die 15-jährige Yvien Magnolias lebt ein unscheinbares Leben auf dem Dorf. Das etwas naive und unbedarfte, aber sehr schöne Mädchen arbeitet bei einem Adeligen als Dienstmagd und dieser will sie mit seinem hässlichen Sohn verheiraten. Als sie eines Tages allerdings wieder einmal vor dem Adeligen fliehen muss, landet sie zufällig in einer Magieschule, die dem Königshaus untergestellt ist. Sie begegnet dem jungen Herzog January Lightsphere und dessen Zimmergenossen Daughter.
Obwohl sie nicht adelig ist, besteht Yvien die Aufnahmeprüfung der Schule. Magie wird eigentlich als Privileg des Königshauses angesehen. Als der Unterricht in Lowood beginnt, braucht Yvien eine Familiar, eine Partnerin, die ihr hilft zu zaubern. Auch wenn sie zunächst keine Partnerin findet, setzt sie dennoch ihre Zauberkräfte ein. Nachdem Lariatte King-Diamond, Tochter aus einer bekannten Familie, sie aus einer brenzligen Situation rette, wird sie Yviens Familiar. Die beiden lernen sich nach und nach besser kennen. Yvien begegnet auch Ska und Marion Evereth, den sagenhaften Gründern des Königreichs.
Daughter verfolgt derweil einen mysteriösen Vampir. January wird in einem Keller eingesperrt, aber Daughter befreit ihn. Yvien und Krohiten, ein Lehrer am Lowood Institut, irren durch den großen Keller des Instituts, da die Lehrerin Oktavia Yvien aus Eifersucht hereinlegte. Die Baronin Lightsphere, Januarys Tante, ist ein Vampir geworden und besucht ihren Neffen. Die Gräfin unterhält sich mit Yvien, als diese aus den Kellern herauskommt, und bringt sich kurz danach um. Daughter willigt ein, January zu töten, sollte er zu einem Monster werden. Diese haben die Kraft, Menschen mit Magie zu töten.
Yvien wird von Krohiten unterrichtet, da ihr Feld der Himmel ist. Krohiten ist der Luftdrache. Yvien und Lariatte werden in die Eliteeinheit „Pentagon Crisis“, die gegen Monster kämpft, aufgenommen. Bei ihrem ersten Einsatz wird sie von einem Reporter beobachtet und erlangt Berühmtheit. Am Ende wird sie von einem Monster am Ohr verletzt. Um zwei Ohrringe tragen zu können, lässt sie sich auch das Zweite von Krohiten durchstechen.

## Veröffentlichung
Das Werk von Rhim Ju-yeon wurde als Ciel: The Last Autumn Story von 2005 bis 2013 im Manhwa-Magazin Issue des Verlags Daewon C.I. veröffentlicht und die Einzelkapitel in insgesamt 23 Sammelbänden zusammengefasst. In Deutschland sind von August 2007 bis Juni 2015 alle 23 Bände bei Tokyopop erschienen.

## Rezeption
Laut AnimaniA ist die Welt der Serie „ebenso sehr von klassischen Märchenmotiven wie von modernen Fantasy-Geschichten inspiriert“. Die Charaktere seien „nett anzuschauen, besonders die Hauptfigur Ives [sic!] mit ihren Shōjo-typischen großen glänzenden Augen. Der victorianisch angelegte Stil der Kleidung sorgt für ein gewisses Flair“. Der Manhwa biete neben abwechslungsreich gestalteten Panels und mittels schräger Bildrahmen und Speedlines dynamisch gestalteter Actionszenen auch Humor, vor allem in Form von Super-Deformed-Szenen.